# 大和まな

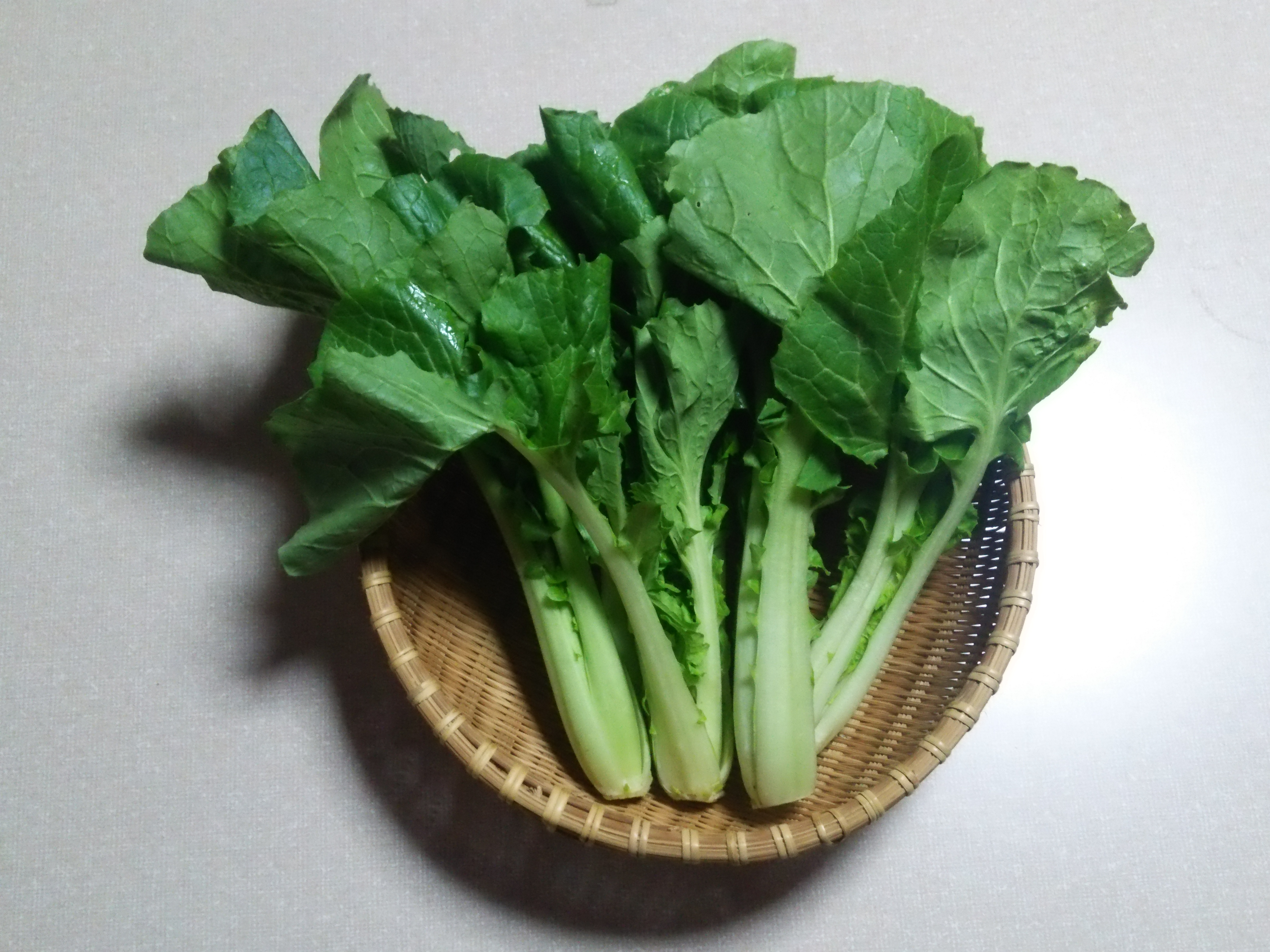
奈良県の伝統野菜「大和まな」

大和まな（やまとまな、学名Brassica rapa L. Oleifera Group）は、アブラナ科の越年草で、奈良県在来の葉物野菜である。
県内で古くから栽培され、親しまれてきた伝統野菜の一つとして、奈良県により「大和野菜」に認定されている。

## 歴史
結球しないアブラナ科の葉物野菜は、漬物にするという意味で「漬け菜」と総称され、コマツナやシロナをはじめ全国各地に多様な品種がある。大和まなは、古事記に記述のある「菘菜」をルーツとすると言われ、漬け菜の中でも原種に近い品種と考えられている。
1533年（天文2年）奈良転害郷（現奈良市手貝町）の塗師松屋久政によって起筆され、久好、久重の３代にわたって1650年（慶安3年）まで書き継がれた茶会記『松屋会記』に記された茶会の食材と料理の中に、「ナ（菜）」「ナ汁（菜汁）」があり、また「ククタチ（茎立）」の名が見えることから蕾菜を利用するアブラナ科の野菜であったことが分かるので、現在の大和まなにつながる漬け菜であった可能性が高い。
「まな」は漢字で書くと「真菜」であり、かつて大和では単に「菜っ葉」と言えばこの野菜を指したところから付いた名前だと考えられる。（「鯛」と「真鯛」の関係に同じ。）
奈良県農林部によると、「かつては、油とり用に栽培されていたものが、漬け菜として利用されるようになった」ものであるとされる。宇陀松山（現奈良県宇陀市）の本草学者、森野藤助（1690年-1767年）が、晩年に写生した薬草の図鑑『松山本草』の中に、「油菜　コナ」の絵があり、アブラナが「コナ」と呼ばれていたことがわかる。大和高原地域では、採油用に栽培していた在来の菜種を「コナ（小菜）」と呼んで食用に自給栽培している農家が今も数多くあり、優良種を選抜し「大和まな」として固定化される以前の、より原種に近い品種だと考えられる。
奈良県内では味の良さと栽培のしやすさから農家の自家採種で自給を中心に利用されてきた。食べたら最高という理由だけで栽培され続け、見た目よりも味で受け継がれてきた野菜である。一方で、収穫して2日後には葉が黄変してしまって日持ちしない、形が不ぞろいになる、周年栽培が難しく収穫が冬場に限られるという性質が大規模な流通には不向きであったため、奈良県内でも大和まなを知らない人は多かった。1991年（平成3年）に奈良県農林部の伝統野菜産地育成検討会で大和まなの取組が始まり、流通販売が試みられたが、黄化葉により2年後に販売が打ち切られてしまった。
しかし、2005年（平成17年）10月5日に「大和の伝統野菜」として「大和野菜」に認定されたため認知度が上がったことに加え、2009年（平成21年）10月には、奈良県農業総合センター（現農業研究開発センター）を中心とする産官学共同研究により、収穫後黄化しにくく、形が一定にそろう新品種が開発されるとともに、出荷から店頭陳列まで全て保冷できるコールドチェーンも行えるようになったので、栽培や出荷がしやすくなり、特産化の取り組みが広がっている。

## 特徴
- 大和まなには市販品種の他に複数の自家採種系統が存在している[6]。
- 現在栽培される品種は、いずれも葉先が楕円形で葉柄にぎざぎざのひれ状の葉が付き、ダイコンの葉とよく似た「切れ葉」と呼ばれる形状である。葉の表面は滑らかで光沢がある。
- 系統によっては成長すると根がカブ(蕪)状に小さく膨らむものがある。
- 葉の色は濃緑色で、シロナより濃く、コマツナほどは濃くない。「赤まな」と呼ばれる茎葉に赤みが入っているものもある。
- 植え替えると大株になる。
- 背丈25cmから30cm前後で収穫する。
- 肉質は筋がなく、他の漬け菜にはない柔らかさと歯切れの良い食感がある。
- 味は青臭みがなく、ほんのりとした甘みと独特の旨みがあっておいしい。霜にあたると甘みが増してさらに味が良くなる。逆に夏場は程良い辛味が出て、ピリッとさっぱりした味になる。
- 種をまいてから2週間前後で収穫する間引き菜は、サラダに利用できる。また、越冬株は3月頃からとう立ちするので、蕾菜として利用できる。

## 産地
奈良県奈良市、大和郡山市、大和高田市をはじめとする大和盆地や宇陀市、五條市などで生産される。

## 利用法
元々は青い葉物が少なくなる冬場の野菜として親しまれてきたが、現在では周年栽培により一年中入手可能である。

おひたし、和え物、煮物、漬物、菜飯など、用途は広く、晩秋から冬にかけて大和の地方色豊かな総菜となる。

古くから奈良県に住む人々には、大和まなを油揚げと煮浸しにした「菜っ葉とお揚げさんの炊いたん」は家庭料理としてなじみ深い。特に寒の入りにはこの料理やおひたしを食べる習わしがあった。また地域によっては「七草粥」や「初午のからし和え」などの行事食にも用いられる。

生でもおいしいので、サラダやジュースにもできる。

## その他
- カイゲンファーマ社の製品「はちみつレモン青汁」の原料として使用されている[7]。
- 2015年（平成27年）1月に創設された大相撲の優勝力士に贈られる奈良県知事賞の副賞として、大和まなをはじめ奈良県産食材を使った「ちゃんこ大和づくし」300人前が贈られている[8]。